# Reticunassa
Reticunassa is een geslacht van weekdieren uit de klasse van de Gastropoda (slakken).

## Soorten
- Reticunassa compacta (Angas, 1865)
- Reticunassa crenulicostata (Shuto, 1969)
- Reticunassa festiva (Powys, 1835)
- Reticunassa neoproducta (Kool & Dekker, 2007)
- Reticunassa paupera (Gould, 1850)
- Reticunassa rotunda (Melvill & Standen, 1896)
- Reticunassa silvardi (Kool & Dekker, 2006)
- Reticunassa simoni (Kool & Dekker, 2007)
- Reticunassa tringa (Souverbie, 1864)